# Friedrich von Borcke (Generalleutnant)
Friedrich Ludwig Christian August von Borcke (* 15. Juni 1791 auf Altwigshagen; † 29. Juli 1862 in Berlin) war ein preußischer Generalleutnant und Kommandant von Berlin.

## Leben

### Herkunft
Seine Eltern waren Otto Ludwig Friedrich von Borcke (* 18. Juni 1758; † 15. Januar 1834) und dessen zweite Ehefrau Sophie Hedwig Tugendreich, geborene von Arnim (* 24. Juli 1767; † 17. Februar 1805).

### Militärkarriere
Borcke kam am 1. März 1804 als Standartenjunker in das Kürassierregiment „von Bailliodz“ der Preußischen Armee. Im Vierten Koalitionskrieg kämpfte er in der Schlacht bei Auerstedt und avancierte nach dem Krieg am 7. Februar 1807 zum Kornett. Am 11. Dezember 1807 kam Borcke als Sekondeleutnant in das Brandenburgische Dragoner-Regiment Nr. 1. Während des Russlandfeldzug kämpfte er 1812 in den Gefechten bei Eckau und Karlshof.
Während der Befreiungskriege nahm Borcke 1812/15 an den Schlachten bei Großgörschen, Bautzen, Großbeeren, Dennewitz, Leipzig, Ligny, Wavre sowie den Gefechten von Danigkow, Borna, Haynau, Jühndorf, Herzdorf, Namur und dem Sturm auf Arnheim teil. Für Dennewitz erhielt er das Eiserne Kreuz II. Klasse.
Nach dem Krieg wurde Borcke am 14. Mai 1815 zur Dienstleistung als Adjutant dem Regiment aggregiert. Bereits am 20. August 1815 wurde er in die Adjutantur versetzt und als Adjutant der 2. Kavallerie-Brigade zugeordnet. Zudem wurde er am 2. September 1815 zum Premierleutnant befördert. Am 30. März 1818 wurde er zum Rittmeister befördert und am 30. März 1821 wurde er Adjutant der Garde-Kavallerie-Inspektion. Am 30. März 1830 wurde er zum Adjutant der 16. Division ernannt und in dieser Eigenschaft am 30. März 1831 zum Major befördert. Daran schloss sich ab dem 14. Mai 1832 eine Verwendung als Adjutant beim Generalkommando des VII. Armee-Korps an. Am 18. August 1837 wurde Borcke etatsmäßiger Stabsoffizier im 12. Husaren-Regiment und am 30. März 1839 mit der Führung des Verbandes beauftragt. Zum Regimentskommandeur wurde Borcke am 28. Januar 1841 ernannt und in dieser Stellung am 23. September 1841 zum Oberstleutnant sowie am 30. März 1844 zum Oberst befördert. Am 27. März 1847 folgte seine Versetzung als Kommandeur in die 1. Kavallerie-Brigade und am 30. März 1847 wurde er dem 12. Husaren-Regiment aggregiert. Vom 13. Mai 1848 bis zum 12. November 1851 war Borcke Kommandeur der 10. Kavallerie-Brigade und avancierte zwischenzeitlich am 4. April 1850 zum Generalmajor. Am 13. November 1851 wurde er als Kommandant nach Berlin versetzt. Aus Österreich erhielt er am 21. Dezember 1852 den Orden der Eisernen Krone I. Klasse. König Friedrich Wilhelm IV. zeichnete ihn am 21. September 1853 mit dem Stern zum Roten Adlerorden II. Klasse mit Eichenlaub aus. Unter Verleihung des Charakters als Generalleutnant erhielt Borcke am 27. April 1854 seinen Abschied mit Pension.
Er starb unverheiratet am 29. Juli 1862 in Berlin und wurde am 31. Juli 1862 auf dem Invalidenfriedhof beigesetzt.